# Indianapolis (U-Boot)
Die USS Indianapolis (SSN-697) war ein Atom-U-Boot der United States Navy und gehört der Los-Angeles-Klasse an. Sie wurde benannt nach der Stadt Indianapolis im Bundesstaat Indiana.

## Geschichte
SSN-697 wurde Anfang 1972 in Auftrag gegeben und wurde im Oktober 1974 bei Electric Boat auf Kiel gelegt. Nach einer Bauzeit von etwas unter drei Jahren lief das Boot im Juli 1977 vom Stapel und wurde getauft. Taufpatin war die Ehefrau von William G. Bray, einem Mitglied des Repräsentantenhauses der Vereinigten Staaten für Indiana. Anfang 1980 wurde die Indianapolis offiziell in Dienst gestellt.
Nach einer Dienstzeit von fast genau 19 Jahren hätte eigentlich eine Erneuerung des Kernbrennstoffes im Kernreaktor des Bootes angestanden. Da die Indianapolis jedoch dem ersten Baulos ihrer Klasse angehörte und, anders als neuere Boote, kein Vertical Launching System besaß, wurde das Geld für die Überholung und die jährlichen Betriebskosten eingespart und das Boot außer Dienst gestellt. Momentan liegt das Boot in Pearl Harbor, Hawaii und wird im Ship-Submarine Recycling Program in der Puget Sound Naval Shipyard recycelt. Das Tiefenruder wird für das Indiana Militärmuseum in Vincennes, Indiana aufgehoben. 